# الینگهم، نورفک
الینگهم (به انگلیسی: Ellingham) یک روستا و محله مدنی در بریتانیا است که در South Norfolk واقع شده‌است. الینگهم ۵٫۶۱ کیلومتر مربع مساحت و ۵۵۴ نفر جمعیت دارد.